# Ciclismo do Sporting Clube de Portugal
O Sporting Clube de Portugal é uma equipa de ciclismo portuguesa, fundada em 1911. Existiram duas interrupções na sua história: de 1914 a 1926 e de 1987 a 2020. É uma das modalidades do clube Sporting CP.
Entre 2016 e 2019 teve um protocolo com o Clube de Ciclismo de Tavira  a equipa chamava-se "Sporting-Tavira". 
Ganhou a Volta a Portugal em Bicicleta de 2018. Nesta volta os Leões conquistam ainda classificação por equipas e da montanha.

## História
Em 2020 o Sporting CP vai criar uma academia de ciclismo anunciou Miguel Afonso, diretor para as modalidades do clube, explicando que este é um protejo para o “médio/longo prazo”. Miguel Afonso referiu que o ciclismo é uma modalidade “muito querida” e que deve contar com a presença do Sporting. 
Ciclistas de destaque na equipa do Sporting: 
- Alfredo Trindade
- Francisco Inácio
- João Roque
- Joaquim Agostinho
- Marco Chagas
- Paulo Ferreira